# 웰컴 투 동막골
《웰컴 투 동막골》은 2005년에 개봉한 한국의 영화로 한국 전쟁을 영화의 배경으로 하고 있다.

## 줄거리
1950년 9월, 한국 전쟁 중 미 해군 조종사 닐 스미스(스티브 태슐러)는 불가사의한 나비의 폭풍에 휘말려 비행기를 한국의 외딴 산간 지역에 불시착시킨다. 인근 산간 마을인 동막골 마을 사람들에게 발견되어 건강을 되찾게 된다. 동막골은 외부 세계와 단절되어 있다. 주민들은 현대 기술에 대한 지식이 없으며 한국 전역에서 벌어지는 대규모 분쟁을 행복하게 인식하지 못한다. 스미스는 마을 선비 김선생(조덕현)에게 한영 입문서를 건네며 의사소통을 시도하지만 스미스가 영어로 "How are you?"로 소개 인사말을 건넨다.
한편 마을에서 멀지 않은 곳에서 북한군 소대가 남한 부대의 매복 공격을 받고 계속되는 교전으로 대부분의 북한군이 사망한다. 살아남은 북한군은 산길을 통해 간신히 탈출한다. 북한군 리수화(정재영), 장영희(임하룡), 서택기(류덕환)는 동막골에서 멍하니 있는 소녀(여일(강혜정))에게 발견된다. 그녀는 그들을 마을로 안내하는데 그곳에서 북한군은 놀랍게도 두 명의 남한군인 표현철(신하균)과 문상상(서재경)을 발견한다. 부대를 이탈해 산속으로 피신한 남한군도 다른 주민의 안내를 받아 동막골로 향했다.
예상치 못한 만남은 다음날까지 계속되는 멕시코 대치 상황을 촉발시킨다. 처음에 마을 사람들은 남한과 북한 사이에 갇히지만 소란이 무엇인지 전혀 모르고 천천히 자신의 일을 시작하기 위해 떠납난다. (일부 군인들이 그들을 복종하도록 위협하려는 노력에도 불구하고) 병사들의 무기가 생소한 마을 주민들은 계속해서 옆에서 지켜보며 왜 양측이 서로를 향해 '막대기'와 '칠한 감자'(실제로는 각각 소총과 수류탄)를 흔들고 있는지 의아해한다. 실제로 여일은 기뻐하며 택기의 수류탄에서 핀을 뽑아(반지로 착각) 병사들을 더욱 패닉에 빠뜨린다.
대결은 피로에 지친 택기가 실수로 무장한 수류탄을 떨어뜨리고 나서야 끝이 난다. 모두 몸을 숨기는 동안 현철은 용감하게 수류탄 위로 몸을 던지지만 폭발하지 않는다. 바보라고 생각한 그는 수류탄을 경멸하며 뒤로 던지고 마을 창고로 굴러 들어간다. 그런 다음 폭발하여 겨울 동안 마을의 비축 옥수수를 소각한다. 잔해는 초현실적으로 팝콘처럼 하늘에서 떨어진다.
두 집단의 한국군은 다가오는 겨울에 그들의 싸움이 마을을 굶주리게 만들었다는 사실을 이제 직시할 수밖에 없다. 그들은 마지못해 휴전에 동의하고 그들이 입힌 피해를 보상하는 데 노력을 돌린다. 군인들은 함께 마을 곳곳에서 일을 하고 밭에서 감자 수확을 돕는다.
이들은 심지어 마을을 괴롭히는 멧돼지 중 하나를 죽이기 위해 협력한다. 그런 다음 마을 사람들은 멧돼지를 묻는다. (먹고 싶었던) 군인들은 짜증이 났다. 남북군과 스미스는 둘 다 밤에 따로 몰래 빠져나와 멧돼지를 캐서 먹으며 뜻밖의 식사를 함께하게 된다. 처음에는 어색한 분위기지만, 식사를 함께 나누면서 병사들 사이의 긴장은 누그러진다. 그러나 그 후에도 양측의 구성원들은 전쟁 중에 경험한 끔찍한 일에 대한 기억에 사로잡혀 있다.
이런 일이 발생하는 동안 해당 지역에서 다른 여러 대의 비행기를 잃은 연합군 사령관은 적군에 의해 체포되어 숨겨진 산 기지에 갇혀 있다고 잘못 알고있는 스미스를 복구하기 위해 구조 팀을 준비한다. 계획은 스미스를 확보하고 그 지역에서 그를 대피시키는 것이며, 스미스가 탈출한 후 폭격기 부대가 기지에 있다고 추정되는 대공포를 파괴하기 위해 날아오는 것이다.
지휘관(데이비드 조지프 안셀모, David Joseph Anselmo)이 이끄는 구조대는 밤에 낙하산을 타고 내려온다. 그들은 공중에서 쏟아지는 나비 떼에 휩싸인 후 막대한 사상자를 내고 거친 지형에서 더 많은 사상자가 발생한다. 한편 마을 사람들과 병사들은 추수 잔치를 벌이고 있다. 구조대는 마을에 들어가 적진의 엄폐물이라고 생각하고 마을 사람들을 향해 거칠게 돌진하기 시작한다. 한국군을 마을 사람으로 위장해 은폐하려는 마을 사람들의 노력에도 불구하고 총격전이 벌어지고 구조대원 중 한 명을 제외한 전원이 사망하고 여일은 총격으로 치명상을 입는다. 구조대의 유일한 생존자인 한국인 통역사는 스미스에게 머리를 맞고 마을 사람들에게 붙잡힌다.
마을 사람들은 통역사를 통해 폭격 계획을 알게 된다. 남북한 군인들은 마을이 위험에 처해 있고 스미스가 폭격을 멈추기 위해 기지로 돌아갈 시간이 없다는 것을 깨닫는다. 그들은 마을을 구할 수 있는 유일한 방법은 근처에 추락한 다른 비행기에서 회수한 장비를 사용하여 마을에서 멀리 떨어진 미끼 "적 기지"를 만드는 것이라고 결정했다. 그들은 필요한 만큼만 부대와 교전하여 동막골 대신 "기지"를 폭격하고 병사들은 안전한 곳으로 도망칠 계획이다.
스미스는 번역가와 함께 다시 보내져 더 많은 폭격기를 보내기로 결정한 경우 마을에 폭격 할 것이 없다고 미국인들에게 말할 수 있다. 한편, 지나가는 비행기와 교전을 준비하는 동안 택기는 그룹을 격려하고 남북 합동 부대인 이들도 "동맹국"이라고 농담한다. 이 미끼는 성공하지만 영희와 상상은 초기 교전에서 사망한다. 결국 남아있던 국군 병사들은 포탄에 휩싸여 전멸하지만 동막골을 구한 것을 알고 웃으며 사망한다.
스미스는 기지로 가는 길에 멀리서 들려오는 폭탄 소리를 듣고 눈물을 흘리며 한국군이 스스로를 희생했다고 의심한다. 폭격 후 유인기지가 파괴된 자리에 나비들이 한국군 전사자들의 자리에 나타나 무리에 합류한다.

## 캐스팅
- 정재영 : 리수화 역
- 신하균 : 표현철 역
- 강혜정 : 여일 역
- 임하룡 : 장영희 역
- 서재경 : 문상상 역
- 류덕환 : 서택기 역
- 스티브 태슐러 : 스미스 역
- 정재진 : 촌장 역
- 이용이 : 노모 역
- 박남희 : 촌장 마님 역
- 조덕현 : 김 선생 역
- 유승목 : 수 역
- 심원철 : 석용 역
- 강현중 : 응식 역
- 리민 : 용봉 역
- 권오민 : 동구 역
- 홍예인 : 동구 엄마 역
- 하성광 : 락 3인방 역
- 윤희원 : 특수부대원 1 역
- 신현승 : 락 3인방 역
- 정대훈 : 어린 부상자 역 (우정출연)

## 논란
이 영화의 주제, 소재, 줄거리 등을 놓고 보수언론과 극우단체에서는 반미주의를 선동하는 영화라는 비판이 일었다. 특히 마지막 장면에서 미군의 폭격 장면으로 인한 것인데, 이에 대해 단지 영화 전개상 필요한 소재였을 뿐, 반미주의와 상관없는 반전 영화라는 맞비판이 일었다.

## 같이 보기
- 대한민국 영화 흥행 기록
- 영서 방언
- 뻐꾸기 (2002년 영화)